# Солунска сръбска гимназия
Солунската сръбска гимназия „Дом на науката“ (на сръбски: Српска гимназија „Дом науке“ или Srpska gimnazija "Dom Nauke") е сръбско учебно заведение, съществувало в Солун, Османската империя, от 1894 до 1910 година. Гимназията е основен инструмент на сръбската просветна пропаганда в Македония и в 1910 година е преместена в Скопие - центъра на сръбската пропаганда, като Скопска сръбска гимназия.

## История
Гимназията е основана, тъй като заминаването на ученици от Македония за образование в Белград и други места в Сърбия е оценено от ръководителите на сръбската пропаганда като неособено целесъобразно. Решено е, че е много по-евтино и по-практично да се отвори сръбски образователен център в столицата Цариград, в главния град на Македония Солун или в центъра на сръбските пропагандни усилия в Македония Скопие. Гимназията отваря врати в учебната 1894/1895 година при сръбското основно училище в Солун с 15 ученици в първи клас. Собственикът по османските закони е сърбин. През следващата 1895/1896 учебна година класовете стават два с 41 ученици общо, а в 1896/1897 година - три с 96 ученици. Основен проблем на учелището е недостигът на педагогически кадри.
В учебната 1897/1898 за директор е назначен Василие Димич и от Сърбия пристигат ред видни учители, които заменят учителите аматьори, които започва гимназията. Сред новодошлите са Богдан Янкович, Драгомир Обрадович, Михаило Вукчевич и Илия Лалевич. Всички те са на практика командировани - получават заплата първоначално от училищата, от които идват, след това от Вранската гимназия, а накрая от сръбското външно министерство. В тази учебна година класовете са вече четири. В първата половина на 1897 година османските власти дават разрешение за отварянето на второ сръбско основно училище и от началото на учебната 1897/1898 година гимназията се отделя от основните училища като интернатна.
Министерските пратеници потвърждават, че по успех гимназията е равна на по-добрите училища в Сърбия.
| Учебна година | Класове | Ученици | Завършили класа | Повтаряли класа |
| ------------- | ------- | ------- | --------------- | --------------- |
| 1897/1898     | I - IV  | 119     | 104             | 15              |
| 1898/1899     | I - V   | 122     | 104             | 18              |
| 1899/1900     | I - V   | 137     | 115             | 22              |
| 1900/1901     | I - VI  | 228     | 116             | 12              |

| Произхождение на учениците | 1897/1898 | 1898/1899 | 1899/1900 | 1900/1901 |
| -------------------------- | --------- | --------- | --------- | --------- |
| Солунски вилает            | 91        | 75        | 92        | 76        |
| Косовски вилает            | 30        | 36        | 47        | 38        |
| Битолски вилает            | 22        | 21        | 22        | 12        |
| Босна и Херцеговина        |           |           | 1         | 2         |
| Кралство Сърбия            |           |           |           | 3         |
| Княжество Черна гора       |           |           |           | 3         |
| Други места                |           |           |           | 2         |

| Социален произход на учениците | 1897/1898 | 1898/1899 | 1899/1900 | 1900/1901 |
| ------------------------------ | --------- | --------- | --------- | --------- |
| Чиновнически                   | 8         | 15        | 14        | 13        |
| Свещенически и учителски       | 8         | 8         | 18        | 12        |
| Търговски                      | 22        | 30        | 39        | 31        |
| Занаятчийски                   | 41        | 37        | 38        | 32        |
| Земеделски                     | 64        | 42        | 53        | 48        |

Изучаваните в гимназията предмети са същите като тези в програмата на сръбските гимназии, като единственото допълнение е турски език. Контролът върху училището е в ръцете на сръбското просветно министерство, а на годишните изпити присъства и представител на османската власт. Финансирането на гимназията, както и на сръбските основни училища е изцяло от сръбската държава. Сградите, в които се помещава гимназията не са собствени, а под наем, което е проблем за училището. Гимназията има и интернат, а учениците имат свои униформи. Гимназията работи в близко сътрудничество със сръбското консулство в града, което в трудни моменти ѝ отпуска кредити.
В началото на учебната 1898/1899 година османските власти разрешават отварянето на висше девическо училище при Основното училище „Дом на просветата“, което след две-три години е отделено от основното училище.
В началото на септември 1898 година сръбският генерален консул в Солун Павле Денич иска от директора Васа Димич да изработи правила за управление на финансите на гимназията. Димич за три месеца не прави нищо и енергичният конкул нарежда на чиновника в консулството Михайлович да направи тези правила и по тях да се води финансовата 1899 година. Димич ги обявява за непрактични и невъзможни и Учителският съвет ги отхвърля. Това вбесява Денич и той моли премиера Владан Джорджевич веднага да смени Димич, който отказва да бъде подчинен на консулството. Консулът номинира Богдан Янкович за директор. Васа Димич беше уволнен след кратка процедура. На 16 февруари 1899 година Янкович поема длъжността от Димич като временно-изпълняващ длъжността директор, а от 13 януари 1900 година е назначен на поста. Янкович среща пълна поддръжка от новия консул Йован Христич.
Новият директор с помощта на Христич отваря читалня - в началото на април 1900 година министърът на външните работи одобрява 500 - 600 динара да се изразходват от постъпленията на гимназията за създаване на читалня, а след това и библиотека. Янкович предлага да се построи и нова сграда на гимназията, но предложението му е отхвърлено от Белград. В 1900/1901 година в гимназията се отваря VI клас и се подготвя отварянето на VII. През ноември 1900 година се формира Ученическата литературна дружина „Дойчин“, която издава свой литографски вестник.
| Директор           | Директор           | Години                         |
| ------------------ | ------------------ | ------------------------------ |
| Петър Костич       | Петар Костић       | 1894 - 1897                    |
| Василие Димич      | Василије Димић     | 1897 - 16 февруари 1899        |
| Богдан Янкович     | Богдан Јанковић    | 16 февруари 1899 - 31 юли 1901 |
| Коста Ф. Ковачевич | Коста Ф. Ковачевић | 1901 - 1903                    |
| Драгомир Обрадович | Драгомир Обрадовић | 1903 - 1910                    |